# Leonidas (epos)

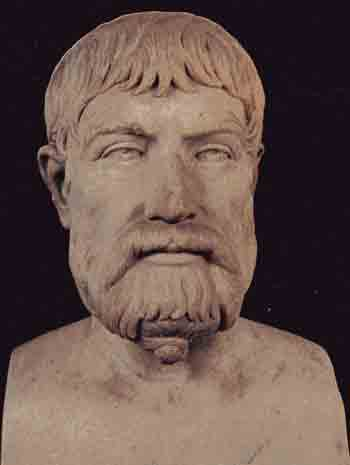
Leonidas

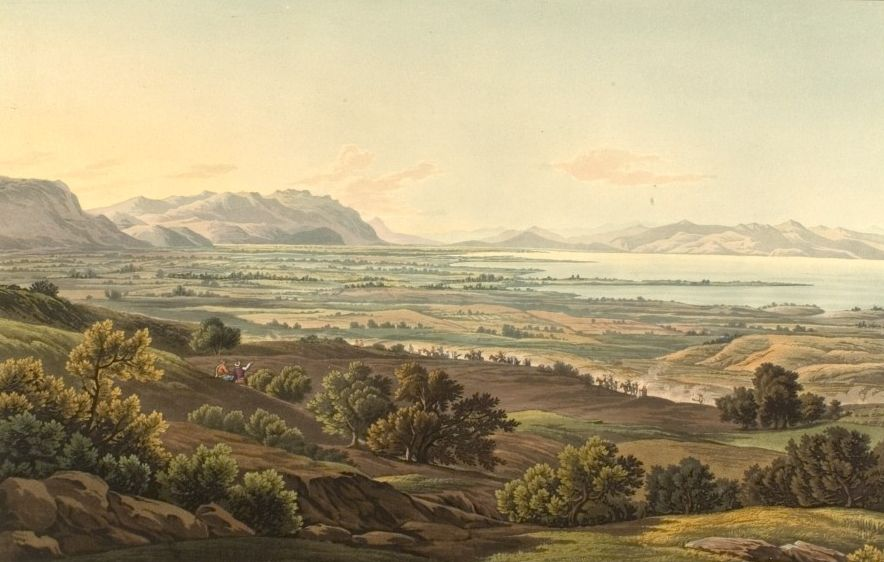
Edward Dodwell, Termopile, 1821

Leonidas – epos historyczny osiemnastowiecznego angielskiego poety Richarda Glovera, opowiadający o królu Sparty Leonidasie, który poległ w bitwie pod Termopilami w 480 p.n.e., stawiając opór znacznie liczebniejszym siłom perskim, opublikowany w 1737. Utwór został napisany wierszem białym (blank verse), czyli jambicznym dziesięciozgłoskowcem. Autor urozmaica rytm wiersza, często stosując przerzutnię. Utwór składa się z dziewięciu ksiąg. Ma około pięciu tysięcy wersów.

Rehearse, O Muse, the deeds and glorious death
Of that fam'd Spartan, who withstood the pow'r
Of Xerxes near Thermopylae, and fell
To save his country. When from Asia's coast
With half the nations of the peopled globe
The Persian king the Hellespont had pass'd,
And now in Thrace his boundless camp was spread;
Soon to the Isthmus, where th'assembled chiefs
Of Greece in anxious council long had sat,
How best their menac'd liberties to guard,
The dreadful tidings reach'd. The near approach
Of Asia's lord determines their resolves.

Poemat cieszył się znaczną popularnością. Doczekał się kilku edycji. Poemat Glovera wspomniała we wstępie do swojego dzieła The Battle of Marathon Elizabeth Barrett Browning.
Poeta napisał również kontynuację eposu, zatytułowaną The Athenaid.